# Såpa

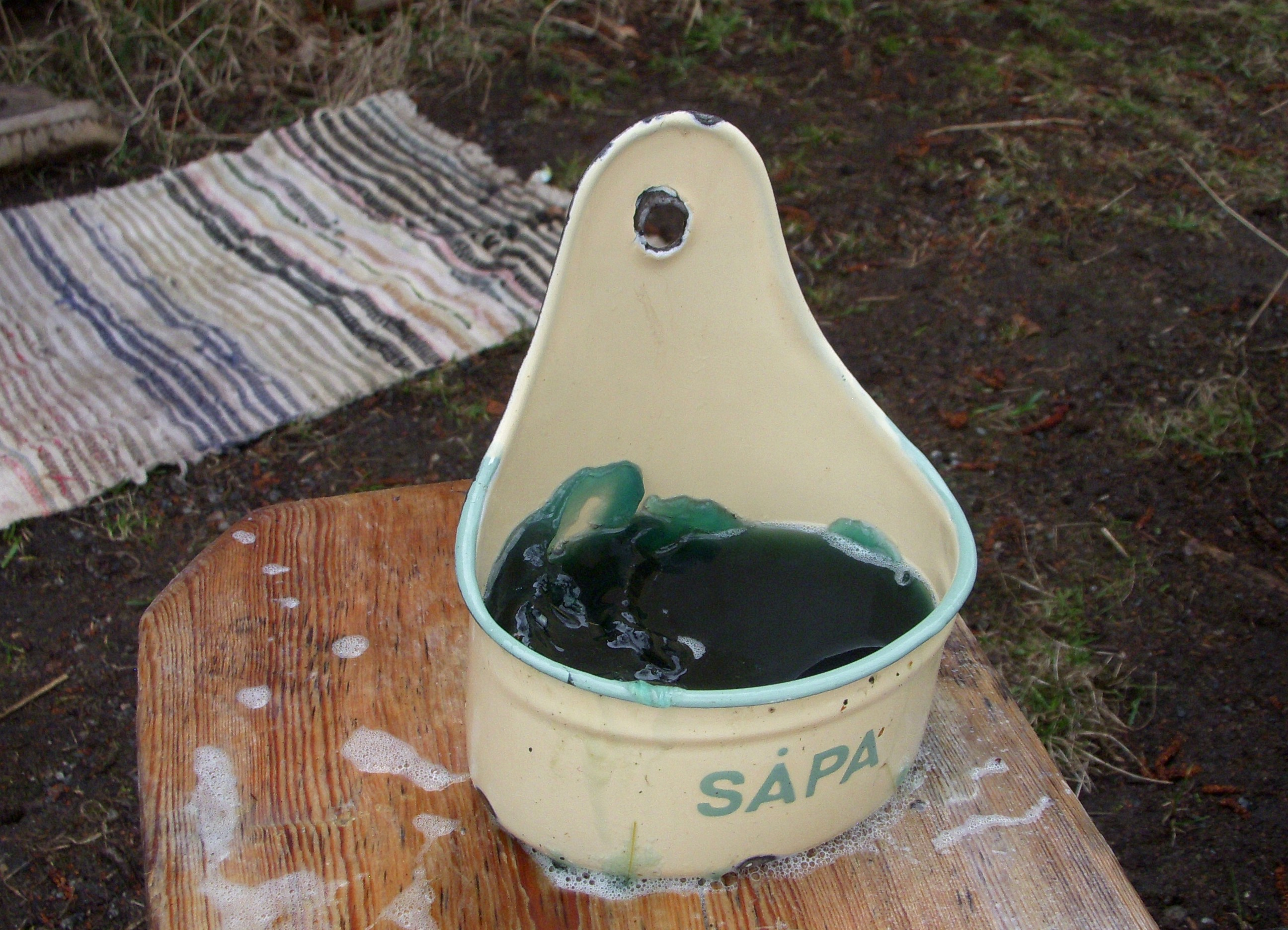
Såpa i Hagalunds tvätterimuseum.

Såpa (även kalitvål, kaliumsalt av fettsyror, fettsyrat kalium eller kristallsåpa) är ett rengöringsmedel av antingen seg geléaktig eller flytande tvål, som framställs genom att vegetabiliskt eller animaliskt fett kokas tillsammans med kaliumhydroxid. Detta skiljer såpa från vanlig hård tvål som framställs av fett och natriumhydroxid.

## Användningsområde
Såpa används framförallt vid rengöring. Alla former av såpa är mer eller mindre basisk, och lämpar sig därför till rengöring som innefattar upplösning av fett, olja och sot. Däremot är inte såpa lämpligt till borttagning av kalk, rost eller saltavlagringar, där istället ett surt rengöringsmedel behövs. Fetare såpor kan även användas till så kallad såpskurning, vilket över tid bygger upp en smutsavvisande yta på till exempel såpskurade golv. Brunsåpa används till krävande rengöring såsom skurning av trall, färgborttagning etc.
Såpa är generellt skonsam mot händer och kropp. Såpa används även vid handtvätt, i bastun och behandling av textilier och vid tovning.

## Tillverkning
Oljor från animaliskt fett (svål – biprodukt från slakterier) ger gul såpa, så även oljor eller fetter från barrträd (tallolja – biprodukt vid pappersmasseframställning), medan olja från hampa (hampfrön – biprodukt från reptillverkning) ger grön såpa.
Framställningen av såpa sker genom förtvålning av det vegetabiliska fettet med kalilut (kaliumhydroxid) och efterföljande inkokning. Den glycerol som frigöres avlägsnas inte, till skillnad mot vad som görs vid tillverkning av tvål, vilket bidrar till att ge såpan en smidig konsistens.
Den grönsåpa som i dag förekommer i handeln i Sverige är dock vanligen gjord på tallolja, men har färgats grön och ibland parfymerats.
Även såpa som är gjord på linolja förekommer och används särskilt i samband med kulturhantverk (gammaldags hus). Såpa finns också i flingform eller som gelé, avsedd att spädas med vatten. Geléartad såpa brukar kallas brunsåpa eller kristallsåpa, och är ofta framställd av sojaolja.

## Historia
Sveriges första såpfabrik startades i Stockholm år 1823 av Lars Montén.

### Etymologi
Såpa kan härledas från fornsvenska sapa, som troligen kommer från fornengelska sápe (soap = tvål i modern engelska; svensk såpa motsvaras på engelska av soft soap), ett germanskt ord av oklart ursprung (Seife = tvål i modern tyska). Svenska tvål har med tvaga = tvätta att göra. I äldre bibelspråk kan man läsa att Pontus Pilatus tvådde sina händer, det vill säga tvättade händerna. Jämför disktvaga = ljungkvast eller granruska med motsvarighet i diskborste.
Saponin (skumbildande ämne) har fått sitt namn av latinets sapo = tvål. Jämför såpnejlika, Saponaria officinalis och såpträd, Quillaja saponaria.
Saponiner finns även på vissa gryn, exempelvis quinoa. För att grynen vara ätliga bör de tvättas i vatten tills skummet försvinner, annars smakar det mycket beskt. Köper du quinoa är den ofta tvättad.